# 岡部東子
岡部東子（おかべ とうこ）は日本のシンガーソングライター。1989年プラッツよりデビュー。

## ディスコグラフィー

### シングル
1. 想い出の瞳 c/w Fredy（1989年2月21日、17cm single：P07A-1005・8cm CDS：P10G-1005）
  - 「メガネの三城」、「パリーミキ」CF曲
2. スノウ・キャンドルの夜 c/w Under the sky（1989年10月21日、8cm CDS：P10G-1011 （プロモートアナログ盤有））

### アルバム
- AMNESIA（アムネジア）（1989年2月21日）
  1. 想い出の瞳
  2. 肩にふれたクリスマス・イブ
  3. 冬の魔法
  4. Fredy
  5. 風のベンチで
  6. 夢の中の涙
  7. Say a Word
  8. Reality
  9. デッキにて
  10. 時の舟
- Stay The Sun（1989年10月21日）
  1. VACANCY
  2. ひまわり
  3. TELL・A・LIE
  4. 果てしない時の砂丘で
  5. SLOW DOWN
  6. When I Say Love You
  7. スノウ・キャンドルの夜
  8. Under the sky
  9. 9月のハリケーン

## 提供作品
- Cotton
  - 「ヴァージン・ウルフに気をつけて」作曲
  - 「瞳にダンディライオン」作曲
  - 「100カラットの涙」作曲

| スタブアイコン | サブスタブ | この項目は、まだ閲覧者の調べものの参照としては役立たない、歌手に関連した書きかけの項目です。この項目を加筆・訂正などしてくださる協力者を求めています（P:音楽/PJ:芸能人）。 |